# Byttneria beyrichiana
Byttneria beyrichiana är en malvaväxtart som beskrevs av Karl Moritz Schumann. Byttneria beyrichiana ingår i släktet Byttneria och familjen malvaväxter. Inga underarter finns listade i Catalogue of Life.